# The Return of the Northern Moon
 (octobre 2017).
Si vous disposez d'ouvrages ou d'articles de référence ou si vous connaissez des sites web de qualité traitant du thème abordé ici, merci de compléter l'article en donnant les références utiles à sa vérifiabilité et en les liant à la section « Notes et références ».
Albums de Behemoth
Endless Damnation
(1992) ...From the Pagan Vastlands
(1993)
The Return of the Northern Moon est la deuxième démo du groupe de black metal polonais Behemoth. Elle est sortie en décembre 1992 sous le label Pagan Records.
Cette démo a été ré-éditée en 1996 en version vinyle noir et bleu, dont le tirage a été limité à 500 exemplaires.
Le musicien Rob Darken, du groupe de Black metal Graveland, est le claviériste de session pour cette démo.
Le titre Aggressor est une reprise du groupe Hellhammer.

## Musiciens
- Adam "Nergal" Darski – chant, guitare, basse
- Adam "Baal" Ravenlock – batterie

### Musiciens de session
- Rob "Darken" Fudali - claviers

## Liste des morceaux
| 1. | ...of My Worship (Intro)      | 1:29 |
| 2. | Summoning of the Ancient Gods | 6:38 |
| 3. | Dark Triumph                  | 5:06 |

| 4. | Monumentum (Intro)             | 1:14 |
| 5. | Rise of the Blackstorm of Evil | 6:44 |
| 6. | Aggressor (Hellhammer cover)   | 3:24 |
| 7. | Outro                          | 3:01 |